# 第109师团 (日本陆军)
第109师团（だいひゃくきゅうしだん）是大日本帝國陸軍师团之一。

## 第一次編成
1937年（昭和12年），中国抗日战争爆发后，日本从本土陆续向中国大陆派遣师团，同時由传统的常設师团重新編成为特設师团。第109师团于1937年8月24日，在石川縣金泽的留守第9师团的负责下新设立而成并编入华北方面军隷下。同年10月，被動員前往华北地区参加作战。参加了太原會戰以及臨汾攻略战。之后，在山西省负责治安作战任务，1939年（昭和14年）末返回日本復員。同年12月解散。

### 师团概要
- 通稱號：无
- 軍隊符号：109D
- 編成時期：1937年（昭和12年）8月24日
- 废除：1939年（昭和14年）12月24日
- 編成地：金泽
- 補充担任：第9師管区（金泽）
- 最終位置：金泽

### 歴代师团長
- 山岡重厚 预备役陸軍中将：1937年8月26日 -
- 阿南惟幾 陸軍中将：1938年11月9日 -
- 酒井鎬次 陸軍中将：1939年9月12日 - 12月24日

### 最終所属部隊
- 步兵第31旅团：小玉与一 少将
  - 步兵第69联队（富山）：佐佐木勇 上校
  - 步兵第107联队（金泽）：長泽子郎 大佐
- 步兵第118旅团：山口三郎 少将
  - 步兵第119联队（敦賀）：木村直樹 大佐
  - 步兵第136联队（鯖江）：清田悟 大佐
- 騎兵第109大隊：山崎清 中校
- 山砲兵第109联队：黑泽正三 中佐
- 工兵第109联队：中村儀三 中佐
- 輜重兵第109联队：緒方俊夫 少校

## 第二次編成

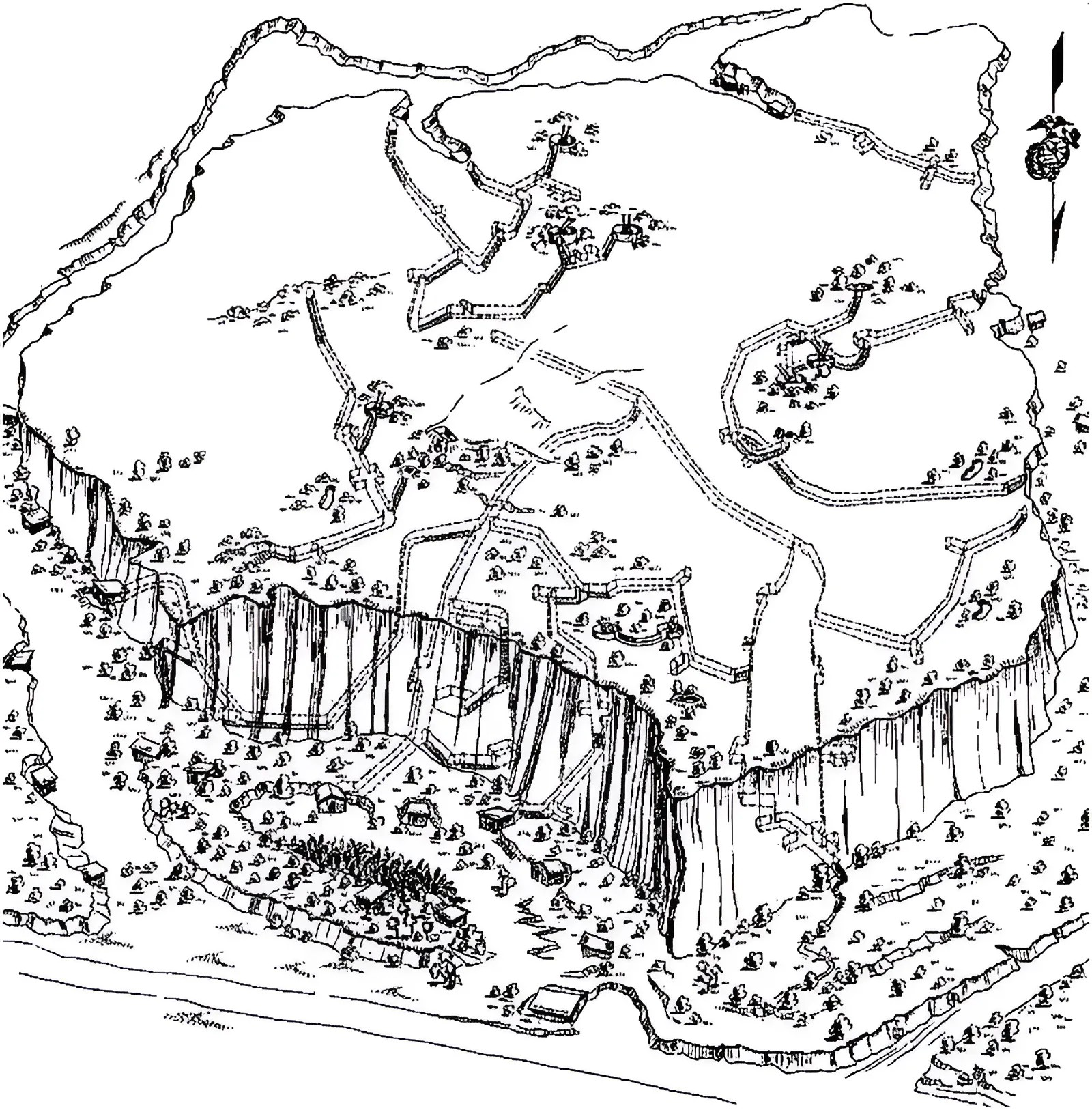
一张美军地图上所绘出的硫磺岛附近第109师团所建的隧道防御工事

1944年（昭和19年）年5月，以父島要塞守備隊为基础再次編成，并编入大本營直属的小笠原兵团（兵团長：栗林忠道，兼任第109师团長）隷下。混成第1旅团部署于父岛，独立第2旅团部署于硫磺岛，混成第1联队部署于母岛以防备来自美军的攻击。在1945年（昭和20年）年2月16日开始的硫磺岛战役中，栗林师团持续进行长期作战，同年3月26日硫磺島守備隊全滅（玉碎）。此后，仅剩在父島的混成第1旅团的第109师团进行重新整编，尽管遭受美軍的空襲，依然执行防御任务直到終战。

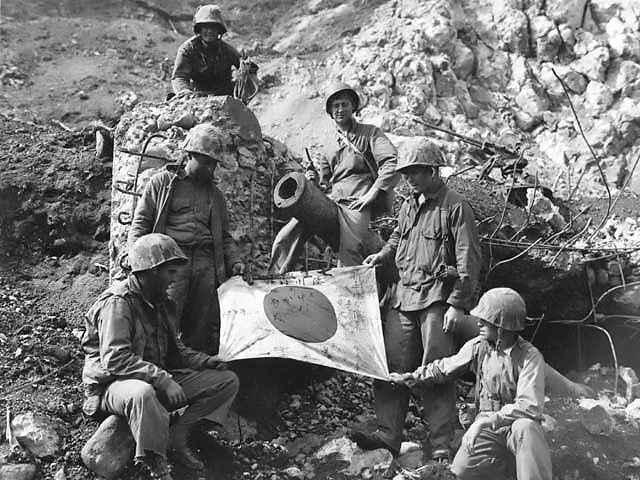
美国军队俘获的日本国旗

### 师团概要
- 通稱號：膽（たん）
- 軍隊符号：109D
- 再編成時期：1944年（昭和19年）年5月22日
- 編成地：小笠原
- 補充担任：甲府联队区
- 最終位置：小笠原
- 最終上級部隊：第1軍

### 歴代师团長

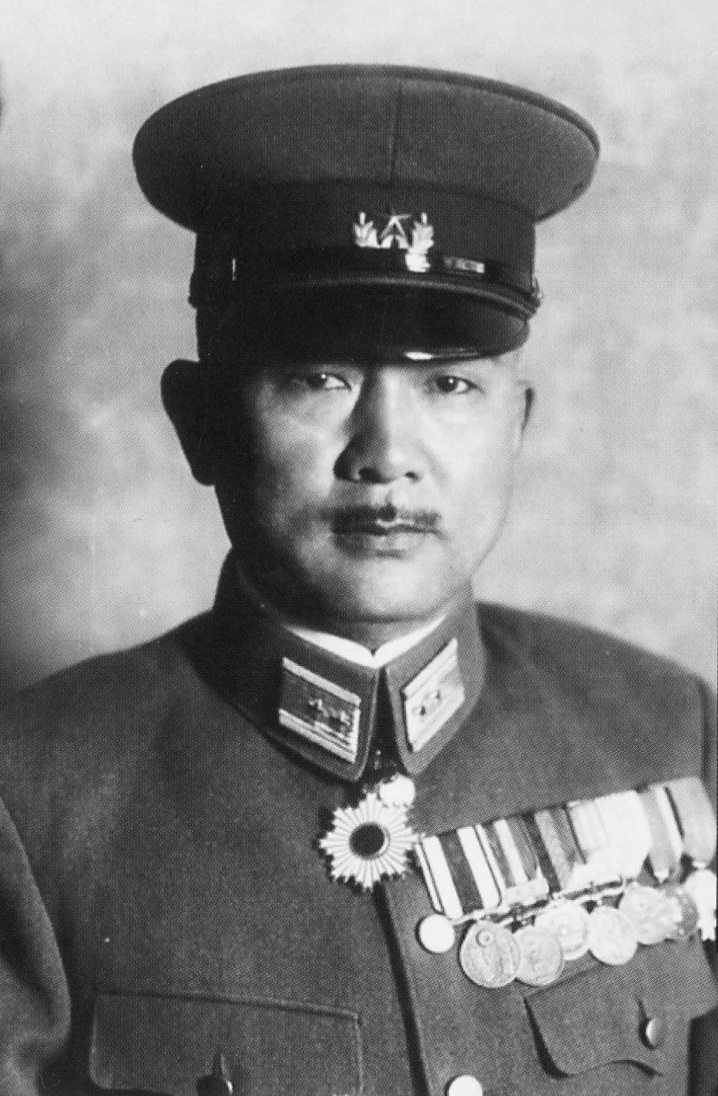
陆军中将栗林忠道

- 栗林忠道 陸軍中将（日本陆军大将列表）：1944年5月27日 - 1945年3月17日（26日）陣亡
- 立花芳夫 陸軍中将：1945年3月23日 -

### 硫黄島战前的構成

#### 师团司令部
- 参謀長：堀静一 大佐  ⇒ 高石正 大佐
  - 作战参謀：中根兼次 中佐
  - 情報参謀：西川猛雄 中佐
  - 築城参謀：吉田紋三 少佐
  - 後方参謀：山内保武 少佐
  - 参謀：堀江芳孝 少佐
- 高級副官：小元久米治 少佐
- 経理部員：中尾時春 主計中佐

#### 所属部隊
- 混成第1旅团：立花芳夫 少将
  - 独立步兵第303大隊：安東九州男 少佐
  - 独立步兵第304大隊：中北实 少佐
  - 独立步兵第305大隊：工藤文雄 大尉
  - 独立步兵第306大隊：吉岡直彦 大尉
  - 独立步兵第307大隊：加藤武宗 大尉
  - 独立步兵第308大隊：的場末男 少佐
  - 混成第1旅团砲兵隊
  - 混成第1旅团工兵隊：來代長平 大尉
  - 混成第1旅团通信隊
  - 混成第1旅团野战医院
- 混成第2旅团：大須賀应少将 ⇒ 千田貞季少将
  - 独立步兵第309大隊：粟津勝太郎 大尉
  - 独立步兵第310大隊：岩谷為三郎 少佐
  - 独立步兵第311大隊：芦田元一大尉 ⇒ 辰己祭夫 少佐
  - 独立步兵第312大隊：長田謙次郎 大尉
  - 独立步兵第313大隊
  - 独立步兵第314大隊：伯田義信 少佐
  - 混成第2旅团砲兵隊：前田一雄 少佐
  - 混成第2旅团工兵隊：大塚家一郎 中尉
  - 混成第2旅团通信隊：小園二三夫 大尉
  - 混成第2旅团野战医院：野口岩 軍医大尉
- 第109师团砲兵隊
- 第109师团高射砲隊：東庄太郎 少佐
- 第109师团迫撃砲隊
- 第109师团噴進砲中隊：横山義雄 大尉
- 第109师团突撃中隊
- 第109师团工兵隊：前川陽治 少佐
- 第109师团通信隊：森田丰吉 中尉
- 第109师团警戒隊
- 第109师团野战医院

小笠原兵団直轄
- 步兵第145联队（鹿儿岛）：池田增雄 大佐
- 战車第26联队：西竹一 中佐
- 重砲兵第9联队：大坪四郎 中佐
- 混成第1联队：政木均 大佐
- 独立混成第12联队：坂田善市 大佐（南鳥島守備隊）
- 独立混成第17联队：飯田雄亮 大佐
- 独立步兵第274大隊：黑泽繁 大尉（母島守備隊）
- 独立步兵第275大隊：竹中直二 少佐（兄島守備隊）
- 独立步兵第276大隊：岩谷好 少佐（母島守備隊）
- 独立機関銃第1大隊：川南洸 大尉
- 独立機関銃第2大隊：川崎時雄 大尉
- 独立速射砲第8大隊：清水一 大尉
- 独立速射砲第9大隊：小久保藏之助 少佐
- 独立機関銃第10大隊：松下久彦 少佐
- 独立速射砲第11大隊：野手保次 大尉
- 独立速射砲第12大隊：早内政雄 大尉
- 独立臼砲第20大隊：水足光男 大尉
- 中迫撃砲第2大隊：中尾猶助 少佐
- 中迫撃砲第3大隊：小林孝一郎 少佐
- 独立迫撃砲第1中隊
- 其他直轄部隊
  - 特設機関砲隊
    - 特設第20機関砲隊
    - 特設第21機関砲隊
    - 特設第43機関砲隊
    - 特設第44機関砲隊

  - 船舶工兵第17联队：相川順一郎 少佐
  - 工兵第2中隊：武藏野菊藏 中尉
  - 要塞建築勤務第5中隊：谷川純忠 中尉
  - 野战作井第21中隊：川中良夫 中尉
  - 父島陸軍医院：柴田完 軍医中佐

### 終战時的構成

#### 师团幹部
- 参謀：堀江芳孝 少佐

#### 所属部隊
- 独立步兵第303大隊：安東九州男 少佐
- 独立步兵第304大隊：中北实 少佐
- 独立步兵第305大隊：工藤文雄 大尉
- 独立步兵第306大隊：吉岡直彦 大尉
- 独立步兵第307大隊：加藤武宗 大尉
- 独立步兵第308大隊：的場末男 少佐
- 重砲兵第9联队：大坪四郎 中佐
- 第109师团砲兵隊
- 第109师团工兵隊：山本将八 大尉
- 父島陸軍医院：柴田完 軍医中佐
- 混成第1联队：政木均 大佐
- 独立混成第12联队：坂田善市 大佐
- 独立混成第17联队：飯田雄亮 大佐
- 独立步兵第274大隊：黑泽繁 大尉
- 独立步兵第275大隊：竹中直二 少佐
- 独立步兵第276大隊：岩谷好 少佐
- 船舶工兵第17联队：相川順一郎 少佐